# Operacja rozminowania Polski po 1944
W czasie działań wojennych w latach 1944–1945 terytorium Polski (w jej dzisiejszych granicach) zostało gęsto zaminowane. Rozległe pola minowe położono na terenach wzdłuż Wisły, szczególnie w okolicach przyczółków warecko-magnuszewskiego i sandomierskiego, na północ od Warszawy w okolicach ujścia Bugu i Narwi. Bardzo gęsto zaminowane były także Warmia i Mazury, Toruń, Poznań oraz pas biegnący od Pomorza Zachodniego na północy przez Piłę, Kostrzyn nad Odrą, Zieloną Górę, Głogów, Wrocław, Koźle do Raciborza na południu. Ponadto zaminowano przełęcze górskie w Karpatach, Górnośląski Okręg Przemysłowy i wszystkie miasta ogłoszone przez Niemców twierdzami. Poza polami minowymi na terytorium Polski znajdowała się ogromna ilość niewykorzystanej amunicji i niewybuchy.

## Przebieg operacji

### 1945–1956
W pierwszej połowie 1945 roku polskie wojska inżynieryjne przeprowadziły szczegółowe rozpoznanie Polski. Stwierdzono, iż obszar podlegający sprawdzeniu i rozminowaniu wynosić będzie 250 tys. km², a więc ponad 75% powierzchni kraju. Obszary gęsto zaminowane zajmowały 5820 km², średnio zaminowane – 13 654 km², a słabo zaminowane – 208 984 km². Ponadto na wybrzeżu i polskich wodach terytorialnych zaminowanych było około 1450 km². Pierwsze szacunki określały, iż na terytorium Polski znajduje się około 9 mln min i 25 mln sztuk amunicji. Jak się okazało później, liczby te nie odpowiadały rzeczywistości – min i amunicji było o kilka milionów więcej.
Do rozminowania przystąpiono jeszcze w okresie działań wojennych. W drugiej połowie stycznia 1945 roku do rozminowania Warszawy przystąpiły 2, 4 i 5 Brygada Saperów oraz 9 Batalion 1 Brygady Saperów – w sumie 4190 żołnierzy Wojska Polskiego. W celu usprawnienia oczyszczania Warszawy z min, amunicji i niewybuchów powołano Główny Sztab Rozminowania. Zasadnicze rozminowanie zakończono 10 marca 1945 roku. Bilans bez mała 2 miesięcy ciężkiej służby saperów był następujący:
- zdjęto i zniszczono min różnego typu – 15 208;
- zniszczono bomb lotniczych, pocisków, niewybuchów itp. – 74 152.

Ponadto zebrano i zniszczono znaczne ilości trotylu i prochu. Podczas rozminowania zginęło 33 żołnierzy, a rannych zostało 28.
W trakcie rozminowania Warszawy zapadła decyzja o skierowaniu do takich samych zadań 2 i 5 Brygady Saperów, 3 Brygady Pontonowo-Mostowej, 2 Zapasowego Pułku Saperów oraz kompanii saperów z 1 i 2 Zapasowego Pułku Piechoty. W pierwszej kolejności miały one rozminować dawną niemiecką rubież obronną biegnącą z południa na północ wzdłuż Wisłoki–Wisły–Narwi–Biebrzy i Kanału Augustowskiego. Skierowano tam:
- 1 Batalion 2 Zapasowego Pułku Saperów (dowódca płk Wasyl Bakunin) – wzdłuż Wisłoki do Karpat. Sztab batalionu – Dębica; łącznie 22-250 żołnierzy;
- 2 Brygadę Saperów (dowódca płk Piotr Puzerewski) – 24, 27 i 29 Batalion Saperów oraz przydzielone kompanie saperów z 1 i 2 Zapasowego Pułku Piechoty – przyczółek warecko-magnuszewski i sandomierski oraz tereny na zachód od Wisły (województwa warszawskie, kieleckie i łódzkie). Sztab brygady – Radom; 24 batalion – Ostrowiec Świętokrzyski; 27 batalion – Staszów; 29 batalion – Zwoleń – łącznie 900-1000 żołnierzy;
- 5 Brygadę Saperów (dowódca płk Andrzej Stonoga) – 34, 36, 38 i 39 Batalion Saperów – ujście Bugu i Narwi do Wisły, dalej wzdłuż Narwi, Biebrzy i Kanału Augustowskiego. Sztab brygady – Pułtusk; 36 batalion – Serock; 38 batalion – Pułtusk; 34 batalion – Różan; 39 batalion – Jednorożec – łącznie 850-950 żołnierzy.

3 czerwca 1945 roku Naczelny Dowódca Wojska Polskiego marszałek Polski Michał Żymierski wydał rozkaz o przyspieszeniu prac nad całkowitym rozminowaniem terytorium Rzeczypospolitej. Do akcji skierowano: 1 i 4 Brygadę Saperów, bataliony saperów wszystkich dywizji piechoty, batalion saperów z 1 Korpusu Pancernego, batalion saperów z 7 Brygady Inżynieryjno-Saperskiej – w sumie 32 bataliony inżynieryjno-saperskie.
Bataliony saperskie dywizji piechoty przeznaczone do akcji rozminowania składały się etatowo z trzech kompanii. Dodatkowo włączono do nich plutony saperskie z pułków piechoty. Stan osobowy był zróżnicowany i wynosił od 180 do 220 żołnierzy. Liczniejszy był batalion saperów z 1 Korpusu Pancernego, który w okresie od lipca do października 1945 roku liczył 240-270 żołnierzy.
Terytorium kraju zostało podzielone na 7 rejonów i 2 podrejony, które przydzielono brygadom i batalionom:
- rejon północno-wschodni (Pojezierze Mazurskie, Warmia, północna część Niziny Podlaskiej, północna część Mazowsza) – 5 Brygada Saperów (dowódca płk Andrzej Stonoga);
- rejon nadwiślański (wschodnia część Pojezierza Wielkopolskiego, Kujawy, północna część Niziny Mazowieckiej przylegająca do Wisły) – 42 batalion 7 Brygady Inżynieryjno-Saperskiej (dowódca mjr Jan Piotrowski);
- rejon środkowej Polski (większość Niziny Mazowieckiej, Nizina Wielkopolska, północna część Gór Świętokrzyskich) – 2 Brygada Saperów (dowódca płk Piotr Puzerewski);
- rejon dorzecza górnej Wisły (większość Pogórza Karpackiego, południowa część Wyżyny Krakowsko-Częstochowskiej, Niecka Nidziańska, południowa część Gór Świętokrzyskich) – 4 Brygada Saperów (dowódca płk Aleksander Swadkowski);
- rejon Sudetów, Karpat i zachodniej części Niziny Śląskiej – bataliony saperów z 2, 6, 8, 10 i 13 DP, 15 Batalion Saperów z 1 Korpusu Pancernego, batalion saperów z 7 Brygady Inżynieryjno-Saperskiej (dowódca gen. dyw. Jerzy Bordziłowski – dowódca wojsk inżynieryjno-saperskich 1 Armii Wojska Polskiego);
- rejon Pomorza (Pobrzeże Słowińskie, Pojezierze Pomorskie, Żuławy Wiślane, północna część Pojezierza Wielkopolskiego) – 1 Brygada Saperów (dowódca płk Bronisław Lubański);
- rejon zachodniego pasa nadgranicznego (tereny wzdłuż Odry i Nysy Łużyckiej – Nizina Szczecińska, Ziemia Lubuska, zachodnia część Wału Trzebnickiego, Niziny Śląskiej i Sudetów) – bataliony saperów z 5, 7, 11 i 12 DP, dowódca płk Jan Gaber – dowódca wojsk inżynieryjno-saperskich 2 Armii Wojska Polskiego;
- podrejon Przedgórza Sudeckiego (część Niziny Śląskiej granicząca z lewym brzegiem Odry) – 4 Brygada Saperów;
- podrejon Górnośląskiego Okręgu Przemysłowego – 1 Brygada Saperów.

W skali kraju akcją rozminowania kierował dowódca saperów Wojska Polskiego gen. dyw. Stanisław Lisowski.
Rejony i podrejony podzielono z kolei na odcinki batalionowe, kompanijne oraz pasy plutonów i drużyn saperskich. Odcinek batalionowy obejmował kilkanaście gmin (2-3 powiaty) i miał długość przeciętnie 45–60 km. Tylko w rejonie przygranicznym na południowym zachodzie długość ta osiągała 100 km. Długość odcinków kompanijnych wynosiła od 10 do 30 km, pas rozminowania plutonu – od 6 do 8 km (3–5 dni pracy), zaś drużyny – 0,5–2 km (jeden dzień pracy). Szerokość pasa poszukiwania jednego sapera wynosiła przeciętnie 2 m.
W 1945 roku sprawdzono i rozminowano 272 000 km², zdjęto i zniszczono 10 711 940 min różnego typu oraz 22 460 784 sztuk amunicji i niewybuchów. Śmierć poniosło 464 żołnierzy, a 515 zostało rannych.
Należy podkreślić, iż podstawową sprawą była liczba saperów bezpośrednio zaangażowanych w rozminowanie. Na początku czerwca sięgał on 60% ogólnych stanów osobowych, lecz już wkrótce wzrósł do 85% stanów osobowych pododdziałów. Według dostępnych danych w rozminowaniu uczestniczyło 5000 saperów.
Poza żołnierzami w akcji rozminowania uczestniczyły także osoby cywilne – ochotnicy przeszkoleni na kursach organizowanych przez prawie wszystkie jednostki saperskie. W 1945 roku wyszkolono ponad 1600 ochotników, którzy usunęli i zniszczyli 45 310 min i 28 800 sztuk amunicji różnego rodzaju. Nie wiadomo, ilu cywilnych minerów zginęło i zostało rannych. Wojska inżynieryjne nie ewidencjonowały tych strat, a organa administracyjne nie miały obowiązku informowania o nich wojska.
Podstawowe rozminowanie kraju, mimo znacznych osiągnięć, nie było jednak skończone. Postanowiono zatem, iż będzie kontynuowane w 1946 roku na terenach, gdzie jeszcze go nie prowadzono. Zarządzono także rozminowanie sprawdzające całej powierzchni Polski.
Rozminowanie powtórne i sprawdzające prowadzono także w następnych latach. I tak w 1947 uczestniczyło w nim 11 batalionów, każdy po dwie kompanie (1650 żołnierzy), w 1948 – 9 batalionów (1350 żołnierzy), w 1949 – 9 batalionów (1350 żołnierzy), w 1950 – 15 batalionów (2250 żołnierzy), w 1951 – 10 batalionów (1500 żołnierzy), w 1952 – 14 batalionów (2100 żołnierzy), w 1953 – 12 batalionów (1800 żołnierzy), w 1954 – 17 batalionów (2550 żołnierzy), w 1955 – 15 batalionów (2250 żołnierzy) i w 1956 – 15 batalionów (2250 żołnierzy).
- W 1946 roku zaangażowano 19 batalionów, czyli 2850 żołnierzy (po 150 żołnierzy w batalionie). Sprawdzono i rozminowano 191 030 km², 17 755 miejscowości, zdjęto i zniszczono 2 954 413 min, 7 181 413 amunicji.
- Pod koniec 1946 roku zaszły zmiany w strukturze Okręgów Wojskowych. Zima 1946/47 była sroga z dużą ilością śniegu. Rzeki były skute lodem grubości do 1 m. W lutym i marcu 1947 roku jednostki saperskie skierowano do ochrony mostów i walki z zatorami, ratowania ludności i dobytku. Jednostki w marcu ochraniały mosty na Odrze, Wiśle i innych rzekach. Na Wiśle: w Sandomierzu, Baranowie i Annopolu. Okres rozminowania mógł rozpocząć się dopiero w maju. W 1947 roku sprawdzono i rozminowano 46 798 km², 1 150 miejscowości, zdjęto i zniszczono 1 197 806 min, 4 410 098 amunicji. W latach 1945–1947 zlikwidowanych zostało większość pól minowych.
- W 1948 roku do rozminowania zostały pola minowe wcześniej rozpoznane, skupiska min nad Zalewem Wiślanym, w okolicach Braniewa, Ełku i Szczytna, kwatera Hitlera, Przełęcz Dukielska i Przełęcz Łupkowska, a także niesprawdzony rejon Bieszczadów, gdzie w 1947 roku działało UPA. Główny Inspektor Inżynierii i Saperów gen. Jerzy Bordziłowski postanowił nie kierować na rozminowanie całych batalionów, lecz pododdziały w sile do kompanii saperów. Tylko do Gierłoży i na Przełęcz Dukielską były skierowane całe bataliony. Każda jednostka saperska organizowała grupy (patrole) rozminowania do oczyszczania, przydzielając im zadania na terenach kilku powiatów. W akcje rozminowania zaangażowano w kraju dziesięć batalionów saperów, każdy po ok. 150 saperów. Oddziały saperów działały na terenie swoich okręgów. Na terenie Polski w 1948 roku sprawdzono obszar 41548 km², 779 miejsc założenia min, zdjęto 173743 miny i 4461795 szt amunicji.
- W 1949 roku, jak i w latach następnych prac związanych z rozminowaniem było coraz mniej. Koncentrowały się one na rozminowaniu Przełęczy Dukielskiej, Wilczego Szańca, wzdłuż północnej granicy, nad Zalewem Wiślanym, oraz nad Nysą Łużycką. Rozminowanie prowadzono siłami 9 batalionów, do kompanii saperów z batalionu. W Polsce rozminowano i sprawdzono 2 519 km², 31 miejsc minowania, zdjęto 25 735 min, 2 325 516 pocisków.
- W 1950 roku pułki i bataliony prowadziły rozminowanie wiosną i jesienią (maj i październik-listopad). Zaangażowano siły 15 batalionów. Oczyszczanie terenów z amunicji i przedmiotów wybuchowych trwało cały rok. Sprawdzono i rozminowano 12 038 km², 112 miejscowości, zdjęto 28 122 miny i 3 380 386 pocisków i amunicji.
- W 1951 roku było podobnie. Zaangażowano siły 10 batalionów. Sprawdzono 1 886 km², 2 miejscowości, zdjęto 12 493 min, zniszczono 2 615 245 szt amunicji i pocisków.
- W 1952 roku silnie zaminowana była kwatera Hitlera, średnio: rejon Suwałk, nad Zalewem Wiślanym, Przełęcz Dukielska i miejsca w pow. Krosno, w pasie nad granicą zachodnią w pow. Prudnik i nad Nysą Łużycką, w pow. Żary i Żagań. Zaangażowano siły 14 batalionów. Zdjęto 24 843 miny, ok. 1 153 703 szt amunicji i pocisków.
- W 1953 roku zaangażowano siły 12 batalionów. Zdjęto 40 527 min, 1 153 703 szt amunicji i pocisków.
- W 1954 roku zaangażowano siły 17 batalionów. Zdjęto 28 536 min, 2 494 358 szt amunicji i pocisków.
- W 1955 roku zaangażowano siły 7 batalionów. Zdjęto 10 735 min, 3 157 844 szt amunicji i pocisków.
- W 1956 roku zaangażowano siły 5 batalionów. Zdjęto 26 234 miny, 3 423 747 szt amunicji i pocisków.

W 1956 roku zakończono rozminowanie kraju. Od 1957 roku zaczął się okres oczyszczania. Na zakończenie rozminowania minister Obrony Narodowej gen. dyw. Marian Spychalski wydał rozkaz nr 11/MON z 30 stycznia 1957 roku, w którym złożył podziękowania i nagrodził wyróżniające się jednostki i saperów.
W czasie operacji oczyszczania terytorium kraju z min, amunicji, niewybuchów i innych przedmiotów niebezpiecznych w latach 1945–1956 śmierć poniosło 627 żołnierzy, a 674 zostało rannych. W poszczególnych latach straty kształtowały się następująco:
| Rok  | Zabici | Ranni |
| ---- | ------ | ----- |
| 1945 | 464    | 515   |
| 1946 | 74     | 67    |
| 1947 | 46     | 39    |
| 1948 | 10     | 14    |
| 1949 | 4      | 3     |
| 1950 | 5      | 4     |
| 1951 | –      | 2     |
| 1952 | 5      | 5     |
| 1953 | 5      | 2     |
| 1954 | 2      | 2     |
| 1955 | 3      | 8     |
| 1956 | 1      | 6     |

Jeżeli chodzi o efekty rozminowania kraju, to, jak wspomniano wcześniej, były one znacznie większe niż zakładano szacunkowo w 1945 roku. W latach 1945–1956 wykryto i zniszczono 14 763 514 min różnego typu oraz 58 805 852 różnych wybuchowych i niebezpiecznych przedmiotów (amunicja, niewybuchy, ładunki wybuchowe itp.).

### Po 1956
Operacja rozminowania, formalnie zakończona w 1956 roku, trwa do tej pory i pociąga za sobą ofiary wśród saperów. W latach 1957–1975 w oczyszczaniu terenów Polski z min, amunicji, niewybuchów itp. uczestniczyło średnio 350 żołnierzy rocznie, a od 1957 roku do końca 1994 roku zginęło 13 żołnierzy, a 25 zostało rannych. Jesienią 2019 roku przy neutralizowaniu niewybuchów z czasów II wojny światowej w Kuźni Raciborskiej zginęło 3 saperów z 6 Batalionu Powietrznodesantowego z Gliwic.